# Licania apetala
Licania apetala är en tvåhjärtbladig växtart som först beskrevs av Ernst Meyer, och fick sitt nu gällande namn av Karl Fritsch. Licania apetala ingår i släktet Licania och familjen Chrysobalanaceae. Inga underarter finns listade i Catalogue of Life.